# 寬鼻龍屬

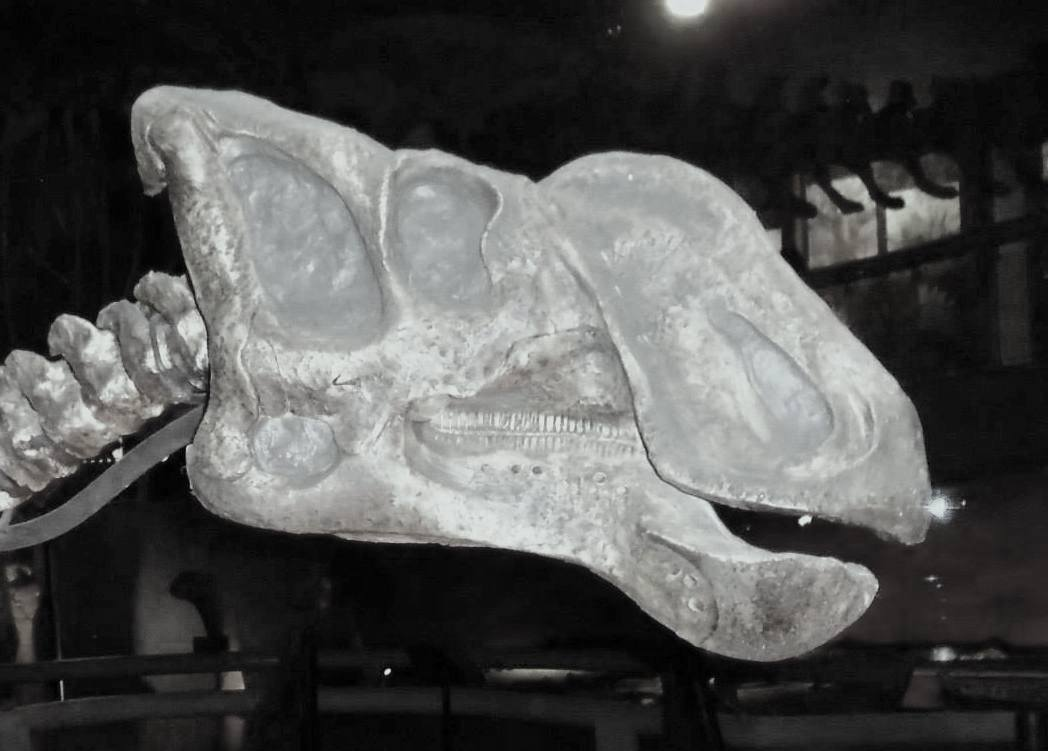
頭骨重建

寬鼻龍（屬名：Latirhinus，由拉丁語的latus「寬闊」加上希臘文的ῥίς, rhis「鼻子」組成，意即「寬闊的鼻子」）是一屬櫛龍亞科的鴨嘴龍科恐龍，來自白堊紀晚期的墨西哥。模式種南方寬鼻龍（Latirhinus uitstlani）於2012年根據普韋布洛組（Cerro del Pueblo Formation）發現的部分骨骼命名，種名uitstlani是納瓦特爾語「南方」的意思，象徵該物種出現於拉臘米迪亞古陸南方的位置。寬鼻龍的特徵在於鼻部上方較大的弓形鼻骨，構成較大的鼻孔或鼻腔，類似格里芬龍。